# Lijst van grietmannen van Ooststellingwerf
Dit is een lijst van grietmannen van de voormalige Nederlandse grietenij Ooststellingwerf (Stellingwerf Oosteinde) in de provincie Friesland tot de invoering van de gemeentewet in 1851.
| Ambtsperiode                        | Naam grietman                                         | Bijzonderheden                                                                                         |
| ----------------------------------- | ----------------------------------------------------- | --- |
| 1504                                | Lammert Piers                                         | |
| 1505 - 1524                         | Lijckle Ebles                                         | vanaf 1517 Bourgondisch grietman                                                                       |
| 1517 - 1524                         | Jannes Koenes                                         | Saksisch grietman                                                                                      |
| 1524                                | Vranck Roeloffs                                       | |
| 11 oktober 1524 - 30 september 1530 | Geraerdus Kost                                        | |
| 1540 - 1545                         | Luitghe Minnes                                        | |
| 1545 - 1568                         | Johannes Francke                                      | |
| 1568 - 1580                         | Rommert Friesma                                       | |
|                                     | Rennert Solcama                                       | |
| 1581 - 1601                         | Johannes ter Wischa                                   | |
| 1601 - 1610                         | ??? Lycklama à Nijeholt                               | |
| 1610 - 1624                         | dr. Marcus Lycklama à Nijeholt                        | |
| 1624 - 1639                         | dr. Esaïas Lycklama à Nijeholt                        | Zoon van Marcus Lycklama à Nijeholt                                                                    |
| 1639                                | Dirk van Baerdt                                       | Zoon van Hobbe van Baerdt, grietman van Haskerland. Hij was aansluitend grietman van Weststellingwerf. |
| 1639 - 1646                         | Suffridus Lycklama à Nijeholt                         | |
| 1646 - 1647                         | Jacobus ("Jaques") van Oenema                         | Zoon van Tinco van Oenema, grietman van Schoterland.                                                   |
| 1647 - 1661                         | Augustinus Lycklama à Nijeholt                        | Broer van Suffridus Lycklama à Nijeholt.                                                               |
| 1661 - 1698                         | Lubbert Lycklama à Nijeholt                           | |
| 1698 - 1731                         | Bartholdus Lycklama à Nijeholt                        | |
| 1731 - 1773                         | Daniël Martinus de Blocq van Scheltinga               | getrouwd met Aletta Catharina Lycklama à Nijeholt (1717-1789)                                          |
| 1773 - 1780                         | Vincentius van Glinstra                               | Schoonzoon van Tinco Lycklama à Nijeholt, grietman van Utingeradeel.                                   |
| 1780 - 1788                         | Dr. Nicolaus Arnoldi Knock                            | |
| 1788 - 1790                         | Tinco Martinus Lycklama à Nijeholt                    | |
| 1790 - 1795                         | Carel Adriaan Blom                                    | |
| 1795 - 1816                         |                                                       | Geen grietman vanwege de Franse tijd                                                                   |
| 1816 - 1839                         | dr. Jan Albert Willinge                               | |
| 1839 - 1841                         | Hendrik Bonifacius van der Haer                       | |
| 1841 - 1851                         | jhr.mr. Georg Wolfgang Franciscus Lycklama à Nijeholt | Aansluitend de eerste burgemeester van Ooststellingwerf                                                |